# Koltay Gábor
Koltay Gábor (Budapest, 1950. február 9. –) Balázs Béla-díjas (1985) magyar filmrendező, színigazgató, érdemes művész.

## Életpályája

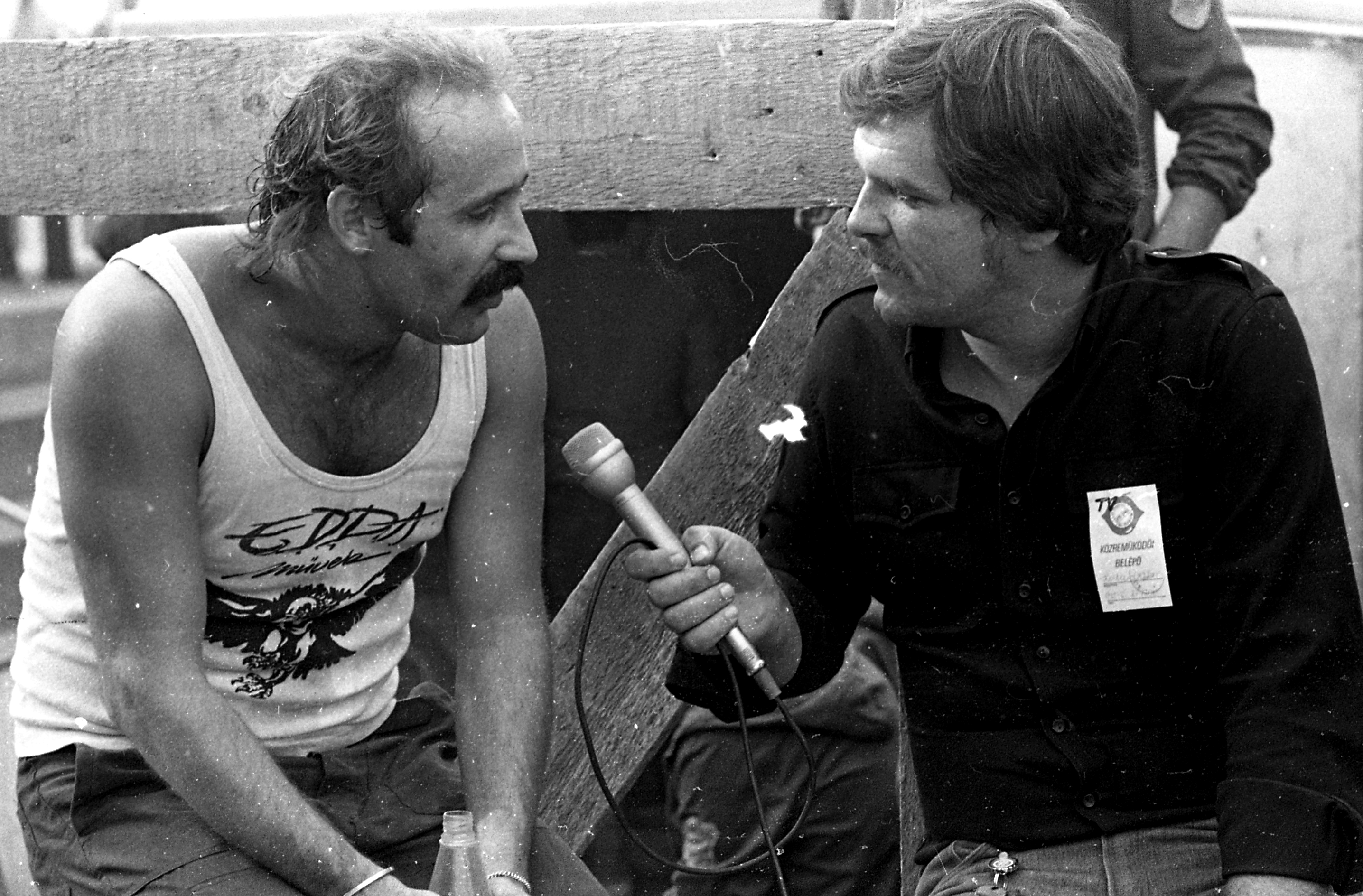
Pataky Attila és Koltay Gábor beszélget a Jubileumi Rockfesztiválon 1983-ban

A budapesti I. István Gimnáziumban érettségizett 1968-ban. Főiskolai tanulmányait a Budapesti Műszaki és Gazdaságtudományi Egyetem Építőmérnöki Karán végezte 1969–1974 között. 1974-ben a Népszava gyakornoka volt. 1975–1979 között a Színház- és Filmművészeti Főiskola diákja volt. 1979–1981 között a Magyar Televízió, 1981–1986 között a Mafilm rendezője volt. 1986–2003 között a Budapesti Művészeti Hetek és Szabadtéri Színpadok (1990-től Szabad Tér Színház) igazgatója volt. 1987-ben létrehozta a Szabad Tér Kiadót, melynek igazgatója. 2011. április 1-je és 2011. július 31-e között a budapesti József Attila Színház megbízott ügyvezető igazgatója volt.

## Magánélete
Szülei Koltay György és Pantol Ágnes. Testvére Koltay Gergely Kossuth-díjas zenész, a Kormorán Együttes alapító tagja. Nagybátyja Gyurkó László.
Elvált, házastársa 1977 és 2009 között Somlai Zsuzsanna volt. Két gyermekük született: András (1978) és Anna (1989).

## Színházi rendezései
- Szörényi Levente: István, a király (1983, 1990, 1995)
- Kacsóh Pongrác: János, a vitéz (1985)
- Andrew Lloyd Webber: Requiem (1987)
- Tolcsvay László–Tolcsvay Béla: Magyar Mise (1987)
- Verdi: Aida (1987, 1989)
- Cimarosa: A párizsi festő (1988)
- Kormorán együttes: A költő visszatér (1988)
- Munkácsi Miklós: Mindhalálig Beatles (1988, 2000)
- Szörényi Levente: Fénylő ölednek édes örömében (1989)
- Verdi: A trubadúr (1990)
- Gershwin: Porgy és Bess (1991)
- Verdi: Rigoletto (1992)
- Szörényi Levente: Atilla – Isten kardja (1993)
- Szokolay Sándor: Margit, a hazának szentelt áldozat (1995)
- Kelham: JFK (1996)
- Kormorán együttes: Zúgjatok, harangok! – 1848 (1998)
- Erkel Ferenc: Bánk bán (2000)
- Kormorán együttes: A megfeszített (2000, 2003)
- Saint-Saëns: Sámson és Delila (2001)
- Erkel Ferenc: Hunyadi László (2002)
- Verdi: Nabucco (2003)
- Verdi: Az álarcosbál (2004)
- Páskándi Géza: A hazáért és a szabadságért (2004)
- A hetedik te magad légy! (2005)
- Puccini: Tosca (2005)
- Másik Lehel: Klapka (2009)
- Zilahy Lajos: Az utolsó szerep (2018)
- Joe Masteroff-John Kander-Fred Ebb: Cabaret (2018)
- Tamási Áron: Ördögölő Józsiás (2022), Békéscsaba.[2]

## Filmjei

Az István, a király című rockopera egyik filmplakátja, (Szyksznian Wanda alkotása)

### Játékfilmek
- István, a király (1984)
- Julianus barát (1991)
- Honfoglalás (1996)
- Sacra Corona (2001)

### Dokumentumfilmek
- A Koncert (1981)
- Képpé varázsolt idő (1984)
- Szép volt fiúk – 10 részes sorozat (1986)
- Faragjunk magunknak Istent (1995)
- Trianon (2004)
- Velünk élő Trianon (2004)
- A Megfeszített (2005)
- A napba öltözött leány (2006)
- Horthy – A kormányzó (2006)
- Néma kiáltás – Requiem a meg nem született gyermekekért (2006)
- Adjátok vissza a hegyeimet! (2007)
- A szabadság ára (film Duray Miklósról, 2009)
- Vérző Magyarország – Trianon 90. évfordulójára (2010)
- A fehér vértanú – Mindszenty József (2010)
- Egy város két ország (2018)
- Hétköznapi Trianon (2020)
- Czibor, a Rongylábú (2022)
- A magyarok vére
- Prelűd halál után
- In memoriam Selmeczi Roland
- Légy te a jel, ki új útra talál
- Egy ország halt vele – Hunyadi Mátyás király tiszteletére

### Tévéfilmek
- Szabadság, Egyenlőség, Testvériség
- Premiertől premierig
- Magyarnak számkivetve
- Kell még egy szó
- Heavy Medál
- Erkel Ferenc: Hunyadi László
- A magyar szent korona titkai
- A téli csillag meséje (1984)
- Puskás Öcsi (1985)
- Befejezetlen forradalom (1988)
- István király (1992)
- Margit, a hazának szentelt áldozat (1995)
- "Lelkem feszülj hitekkel újra" (1997)
- Atilla, Isten kardja (1998)
- Itt élned, halnod kell (2016)

## Könyvei
- Szörényi–Bródy (1980)
- John Lennon (1981)
- A koncert-dosszié (1981)
- Benkó Dixieland Band Story (1982)
- Szász Endre (Riskó Gézával, 1982)
- István, a király (1983)
- Verebes, a mágus (1987)
- Szép volt fiúk... (1987)
- Érdemei elismerése mellett... (Bródy Péterrel, 1989)
- Nemeskürty István: Egy élet mozija. Beszélgetések Koltay Gáborral; Szabad Tér, Bp., 1990
- "Adjatok egy jobbik világot". Beszélgetések a Jobbik Magyarországért Mozgalomról. Koltay Gábor interjúi; Szabad Tér, Bp., 2003
- Légy te a jel, ki új útra talál. Koltay Gáborral beszélget Benkei Ildikó; előszó Nemeskürty István; Kairosz, Bp., 2005 (Magyarnak lenni)
- Velünk élő Trianon (2005)
- Mi végre vagyok a világon? Beszélgetés Nemeskürty Istvánnal (2005)
- A bukaresti Trianon-vita (2005)
- Horthy – A kormányzó (2007)
- Életre ítélve. Wittner Mária igazsága. Beszélgetőtárs Koltay Gábor; Szabad Tér, Bp., 2012
- Koltay Gábor: Mr. Nyugodt Erő. Boross Péter egykori miniszterelnökkel beszélget Koltay Gábor; Sacrafilm–Püski, Bp., 2019

## Díjai
- A filmszemle díja (1984)
- Balázs Béla-díj (1985)
- A Magyar Köztársasági Érdemrend tisztikeresztje (1994)
- Magyar Örökség díj (1995)
- Petőfi Sándor Sajtószabadság-díj (2000)
- Érdemes művész (2015)
- A Magyar Érdemrend középkeresztje (2020)
- Magyar Szabadságért díj (2020)